# شهرستان لاس انیماس (کلرادو)
شهرستان لاس انیماس، کلرادو (به انگلیسی: Las Animas County, Colorado) یک سکونتگاه مسکونی در ایالات متحده آمریکا است که در کلرادو واقع شده‌است.

## خصوصیات
شهرستان لاس انیماس ۱۲٬۳۶۷٫۲۶ کیلومترمربع مساحت دارد.